# Paul Maxime Nurse
Sir Paul Maxime Nurse, (Norwich, Engleska, 25. siječnja 1949.) je britanski biokemičar koji je 2001.g. dobio Nobelovu nagradu za fiziologiju ili medicinu zajedno s Leland H. Hartwellom i R. Timothy Huntom za njihova otkrića temeljnog mehanizma kontrole staničnog ciklusa. Sadašnji je predsjednik Kraljevskog društva u Londonu.

## Vanjske poveznice
- Nobelova nagrada - autobiografija  Arhivirana inačica izvorne stranice od 21. kolovoza 2010. (Wayback Machine) (engl.)